# كالمارثا
بلدية كالمارثا (بالإسبانية: Calmarza) هي بلدية تقع في مقاطعة سرقسطة التابعة لمنطقة أراغون شمال شرق إسبانيا.

## الديموغرافيا
بلغ عدد سكان بلدية كالمارثا 105 نسمة عام 2011 (وفقاً للمعهد الوطني الإسباني للإحصاء).
| 94 | 95 | 95 | 75 | 79 | 75 | 105 |